# Cyril et Francis Colombeau
Cyril et Francis Colombeau   est un élevage français de taureaux de combat, réunissant deux élevages créés  l'un en 1980  par Francis Colombeau, l'autre en 1992 par Cyril Colombeau. Les couleurs de leurs devises sont respectivement : vert, noir, rouge et or pour Francis, et blanc pour Cyril. Le bétail de Francis Colombeau a fait l'objet d'un abattage administratif en 2005. Il est situé au Mas Colombeau, dans le hameau du Sambuc, la commune d'Arles, dans le delta du grand Rhône, département des Bouches-du-Rhône.

## Présentation et historique
Francis Colombeau était à l'origine un cavalier et il avait collaboré avec le cinéma, puis avec la télévision à l'époque de l'ORTF. 
Il s'est d'abord associé à l'éleveur camarguais Gilbert Mroz qui avait déjà un élevage de taureaux braves depuis 1968 ,. Puis il s'est séparé de Mroz et il a recommencé un élevage avec du bétail d'origine Vistahermosa. Il n'a jamais apporté de sang nouveau à son élevage qui comprenait en 2003 quatre-vingt vaches et deux sementales sur  cent hectares de terre.
Cyril , a créé la sienne avec du bétail d'origine Santa Coloma et des vaches issues de l'élevage de Francis Colombeau .Cyril a été également empresa des arènes de Beaucaire. Cyril est décédé en 2004, tué par un taureau servant de dompteur , qu'il avait sauvé à la suite d'un accident dans le campo. Il a été affilié à l'Association des éleveurs français de taureaux de combat.
Depuis 2018, sa nièce Emma Colombeau a repris les renes de la Ganaderia.
En 2024, 20 ans après la disparition de Cyril, la famille organise un festival taurin aux arènes d'Arles, avec le soutien et au profit de l'Ecole Taurine d'Arles. 

## Taureaux importants
- Le 9 juillet 1996 dans les arènes de Châteaurenard, le novillo Armeillero a obtenu le prix du meilleur taureau, lors de la corrida concours.
- Le 4 octobre 1998,, dans les arènes de Beaucaire, le premier taureau a été lidié par José Antonio Muñoz[1].

## Hommage à Cyril Colombeau
Après le décès de son fils, Francis Colombeau, aidé par le sculpteur Pierre Marchetti a réalisé une statue équestre grandeur nature de son fils en plâtre. Une association loi de 1901 a été créée pour finaliser la statue en bronze qui a été fondue à Milan par le fondeur Walter Vaghi en 2012 . Elle est placée à Arles sur le rond-point Maurice Étienne permettant d'entrer en Camargue. 